# Stemodia tomentosa
Stemodia tomentosa là một loài thực vật có hoa trong họ Mã đề. Loài này được (Mill.) Greenm. & C.H. Thomps. miêu tả khoa học đầu tiên năm 1914.